# Карман (арт-центр)
Арт-центр «Карман» — единственный в своём роде в Крыму общественный центр современной культуры, искусства и неформального образования. Включён Министерством курортов и туризма Автономной Республики Крым в список достопримечательностей Симферополя.
Расположен по адресу: г. Симферополь, ул. Лермонтова 1\46.

## История возникновения
Арт-центр «Карман» возник 14 сентября 2011 года путём слияния коллективов симферопольских театра-студии «Мы» и театра-школы «Образ». Киноклуб социального и классического кино организован независимым профсоюзом «Студенческое действие».

## Основные направления деятельности
- спектакли, мини- и моноспектакли;
- выставки работ художников и фотохудожников;
- тематические вечера (литературные, музыкальные);
- показ фильмов (киноклубы);
- проведение мастер-классов;
- постоянно работающая студия актёрского мастерства;
- встречи с приглашёнными исполнителями (литераторами, музыкантами, актёрами).

Платными являются посещение спектаклей, литературные и танцевальные вечера, а посещения киноклуба, выставок — бесплатны. Также проводятся мастер-классы и семинары (как платные, так и свободные), дискуссии и презентации.

## Спектакли
- Глаза голубой собаки
- Девочка и вороно
- Каменный ангел
- Кто обидел тётю Фаю
- Маленький Принц
- Mavi gül
- Улыбаемся и машем

## Режиссёры
- Антон Романов
- Галина Джикаева
- Динара Ахтемова

## Актёры
- Александр Беседин
- Галина Бессинная
- Светлана Усанина
- Эскендер Анварович
- Мария Щенникова
- Мария Бакало
- Анна Введенская
- Юлия Сасько
- Антон Романов
- Даниил Маржец
- Динара Ахтемова
- Ольга Вигурская
- Карина Вигурская
- Эльмаз Аджигафарова
- Елизавета Иванова
- Ксения Кильпикова
- Евгений Кравченко
- Галина Джикаева
- Сусанна Барабашева
- Марлен Османов — Заслуженный артист АР Крым
- Сусанна Барабашева
- Эрнес Сарыхалилов
- Эльмаз Аджигафарова

## Выставки и фестивали

### Своя комната (фотопроект)
Выставка украинской фотохудожницы Евгении Белорусец «Своя комната» (8 июня — 1 июля 2012 г.)

### New writing (мини-фестиваль)
Мини-фестиваль современной драматургии в формате читок пьес проводился совместно с всеукраинским литературным фестивалем «Шорох» (25 — 27 мая 2012 г.)

### Видения любви (художественная выставка)
Выставка работ крымского художника Мустафы Муртазаева «Видения любви» (15 — 24 февраля 2012 г.). Уникальность мастера заключается в том, что свои картины Муртазаев пишет, будучи лишённым кистей обеих рук

## Награды
2011 — Спектакль «Пикник» (режиссёр Антон Романов) на харьковском фестивале «Курбалесия» получил приз за нестандартную режиссёрскую идею в воплощении драмы абсурда
2012 — І Всеукраинский фестиваль молодой украинской украинской режиссуры им. Леся Курбаса
Режиссёр «Кармана» Антон Романов вошёл в пятёрку лучших на первом Фестивале молодых украинских режиссёров, организованном национальным центром театрального искусства им. Леся Курбаса в Белой Церкви.
Антон Романов получил награду «за культуру сценического воплощения» в спектакле «Глаза голубой собаки», который идёт в арт-центре «Карман»

## Отзывы в прессе

### 2011 год
- Уникальный культурный арт-центр «Карман»[11]
- В Симферополе появился продвинутый арт-центр «Карман»[12]
- В Симферополе до конца октября будут показывать, что такое любовь[13]
- В арт-центре «Карман» в Симферополе начала работу выставка фотографий «Love is…»[14]
- Пикник в бумажных розах[15]
- Маленький «карманный» принц и большие светлые надежды[16]
- С 25 по 30 ноября в арт-центре «Карман» в Симферополе пройдет выставка картин крымских художников «Современный взгляд на миф»[17]
- В симферопольском арт-центре «Карман» художники и актёры оживили мифы[18]
- В арт-центре «Карман» открылась выставка «Скрытые миры», на которой представлены фотографии в стиле ленд-арт[19]
- В Симферополе открылась фотовыставка «Скрытые миры» (В Симферополе открылась фотовыставка «Скрытые миры»)
- С 8 по 12 декабря в Крыму прошёл мини-фестиваль по правам человека «Фокус: права человека»[20]
- В Симферополе выступит шаман в маске петуха[21]
- В Симферополе ёлки украшают в компьютерном стиле[22]

### 2012 год
- Арт-центр «Карман» в Симферополе рассказал о своей закулисной жизни[23]
- Современная пьеса в Симферополе[24]
- В Симферополе представят премьеру спектакля «Глаза голубой собаки»[25]
- Букет фронтовых цветов в «Кармане»[26]
- В Симферополе открылась выставка «Заповедный мир снов»[27]
- В Симферополе открылась выставка картин уникального крымского художника[28]
- Крымский художник показал симферопольцам своё «Видение любви»[29]
- В Крыму на каждого зрителя есть свой театр[30]
- В симферопольском арт-центре «Карман» впервые показали комедию[31]
- Арт-центр «Карман»: «Мы — безбашенная команда, которой хотелось создать творческое пространство. Мы взяли и создали»[32]
- Книговорот под крымским солнцем[33]
- В Симферополе три пингвина решали, кто попадёт на ковчег[34]
- Крымским VIPам предложат не словом а делом доказать заботу о молодёжи. В Симферополе пройдет благотворительный аукцион в помощь арт-центру «Карман»[35]
- В Севастополе проходит фестиваль «Закрытый показ»[36]
- К проблемам арт-центра «Карман» оказались неравнодушны в основном простые люди и журналисты. Крымские политики, чиновники и бизнесмены проявили почти стопроцентное безразличие[37]
- Молодёжный театр поставил спектакль на крымскотатарском языке[38]
- Калейдоскоп искусств в одном «Кармане»[39]
- Рецепт успіху: кремовий торт від творчої молоді Сімферополя[40]
- Режиссёр-постановщик арт-центра «Карман» рассказывает о весёлых приметах театра и своём творчестве[41]